# Djombo Djedid
Djombo Djedid est l'un des six départements composant la région du Batha au Tchad. Son chef-lieu est Haraze.

## Subdivisions
Le département de Djombo Djedid compte six sous-préfectures qui ont le statut de communes :
- Haraze,
- Ouadi Djedid,
- Kachako,
- Am-Salam,
- Djombo,
- Ngalgata.

## Histoire
Le département de Djombo Djedid a été créé par l'ordonnance n° 038/PR/2018 portant création des unités administratives et des collectivités autonomes du 10 août 2018.
Il correspond à l'ancienne sous-préfecture d'Haraze Djombo Kibit du département du Batha Est.